# Karel Hynek Mácha
 (juillet 2019).
Si vous disposez d'ouvrages ou d'articles de référence ou si vous connaissez des sites web de qualité traitant du thème abordé ici, merci de compléter l'article en donnant les références utiles à sa vérifiabilité et en les liant à la section « Notes et références ».

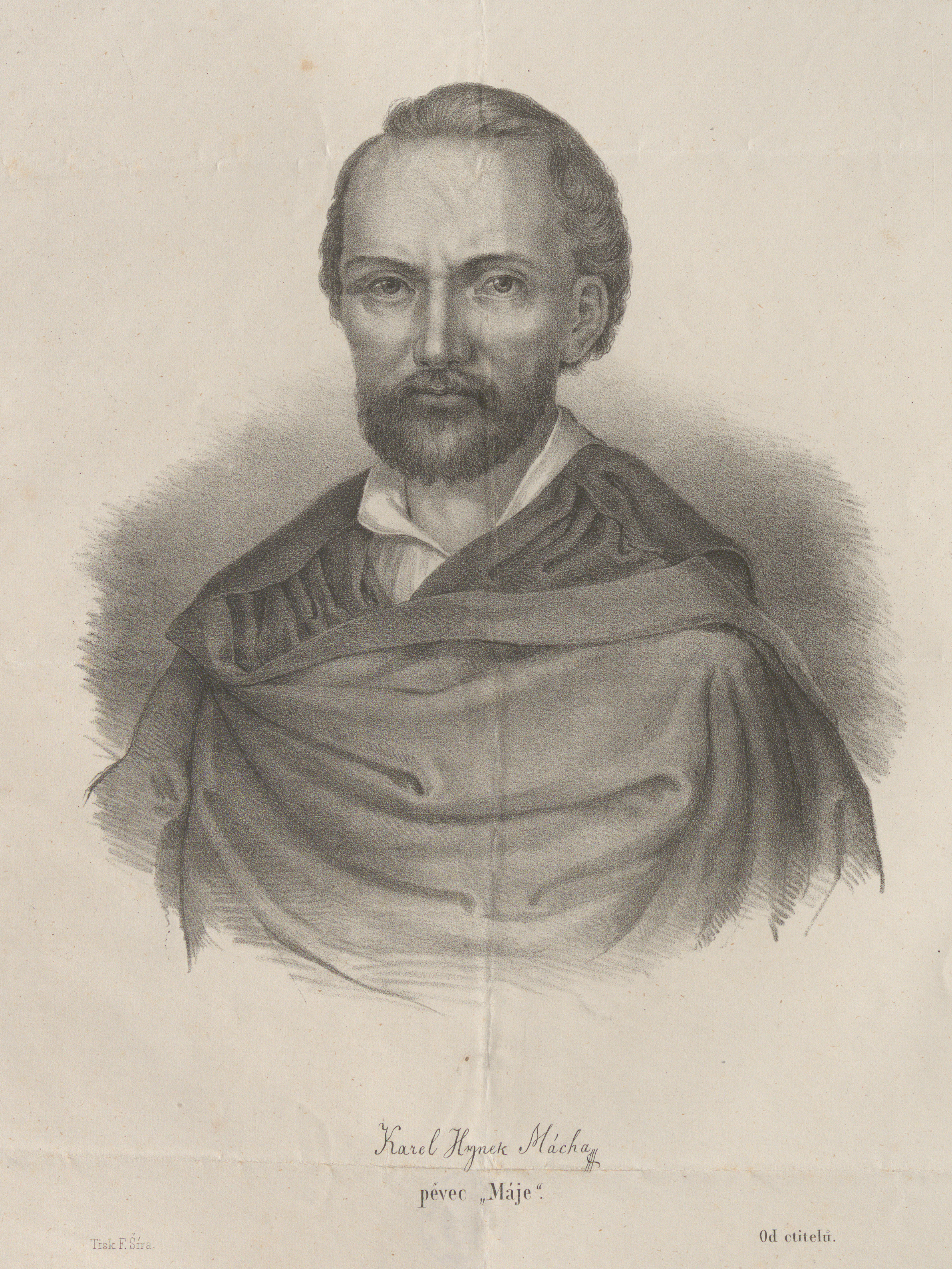
Karel Hynek Mácha

Le poète tchèque Karel Hynek Mácha (/ˈkarɛl ˈɦɪnɛk ˈmaːxa/, Karl Ignaz Macha en allemand) naquit le 16 novembre 1810 à Prague, il mourut le 6 novembre 1836 à Litoměřice. Il fut l'un des représentants les plus importants du romantisme tchèque.

## Biographie

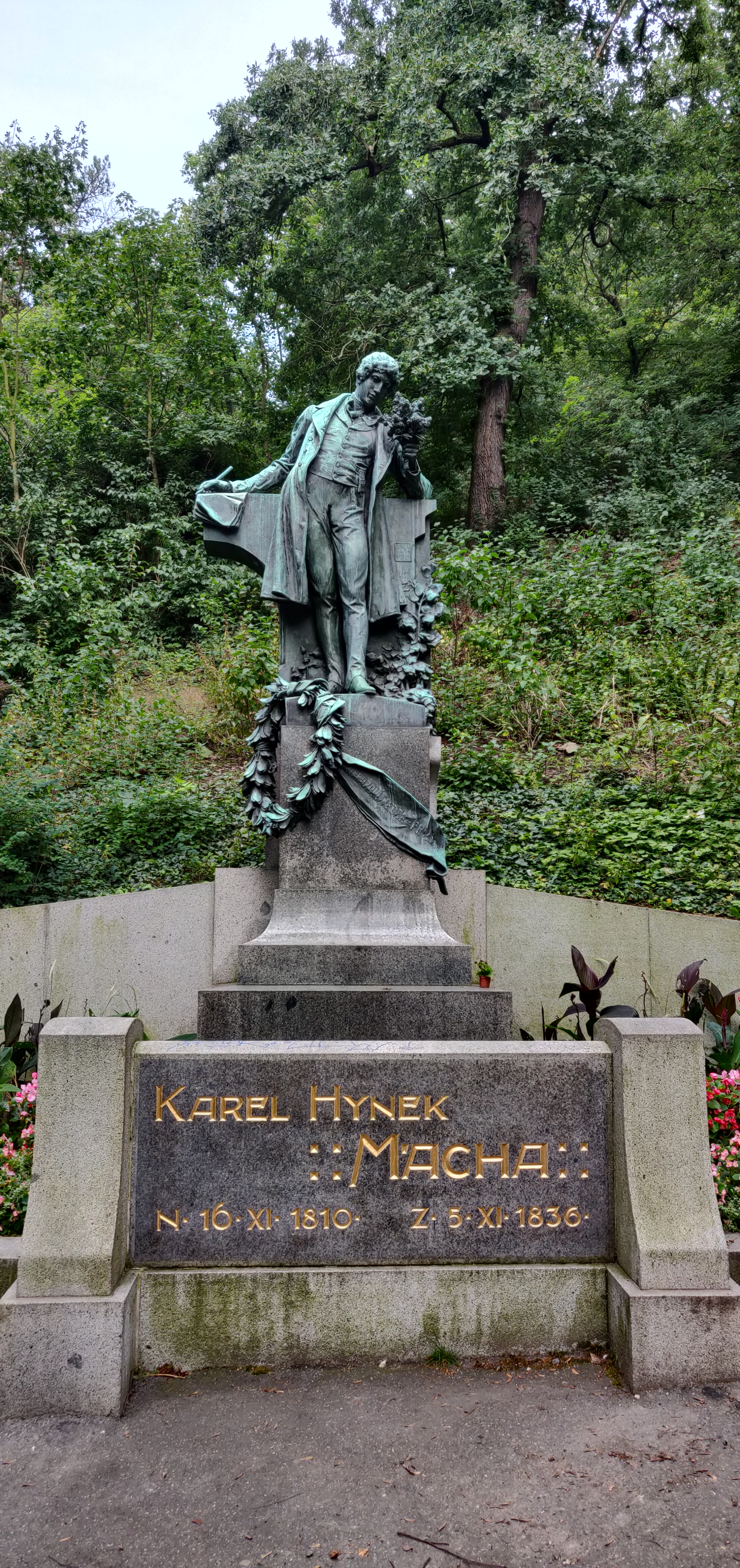
Statue de Karel Hynek Mácha à Prague

Karel Hynek Mácha est né le 16 novembre 1810 à Malá Strana (un quartier de Prague). Son père, originaire de la campagne, était garçon meunier, sa mère était quant à elle issue d'une famille de musiciens. 
Entre 1824 et 1830, bien qu'il parlât tchèque avec ses parents, il étudia au lycée allemand. Après son baccalauréat, il intégra la faculté de lettres, mais il n'y demeura qu'un an. Il s'inscrit alors en droit et termine ses études en 1836. Il commença ensuite comme avocat stagiaire à la cour de Litoměřice. 
Grand admirateur de la révolution française, Mácha aidait les révolutionnaires polonais et la police enquêta plusieurs fois sur lui pour cette raison. Il aimait à cette époque également voyager dans les châteaux forts de Bohême et de Moravie. Durant cette période il tomba amoureux de Marinka Štichová, mais celle-ci mourut très vite et l'œuvre de Mácha prit par la suite un tournant exceptionnellement tragique, marquée par cette disparition prématurée. Dans le théâtre de Josef Kajetán Tyl, que Mácha fréquentait volontiers, il rencontra ensuite la jeune Eleonora Šonková qui devint sa maîtresse et avec qui il eut un fils. Mácha essaya de régulariser son union en préparant son mariage avec Eleonora au plus vite, mais il mourut avant la date prévue pour la cérémonie. Selon son acte de décès, il succomba des suites d'une pneumonie, due à un refroidissement lors d'un incendie, mais il est également possible que la cause de sa mort soit le typhus ou la dysenterie. Ses obsèques se déroulèrent, par pure coïncidence, à la date prévue pour son mariage.

## Inspiration
Mácha fut inspiré par un grand nombre d'auteurs et d'œuvres. Depuis les chansons de geste jusqu'aux poèmes de William Shakespeare. Son œuvre est fortement marquée par les auteurs suivants :
- William Shakespeare ;
- Johann Wolfgang von Goethe ;
- George Gordon Byron ;
- Václav Hájek z Libočan ;
- Johann Gottfried von Herder.

Mácha était un promeneur solitaire qui aimait la campagne. La nature est pour cette raison très présente dans son œuvre.

## Œuvre
Ses premiers poèmes furent écrits en allemand, mais plus tard, il n'écrivit qu'en tchèque.
Des œuvres choisies ont été traduites par Xavier Galmiche dans Karel Hynek Mácha, Pèlerin et Brigand de Bohême, Éditions Zoé, Les Classiques du Monde, Carouge, 2007. Le recueil comprend les proses Un soir au mont Bezdez, Marinka, Les Gitans, Le Monastère de Sázava, La Chartreuse de Valdice, Le Journal d'un moine, Dissension des mondes, Le Pèlerinage aux Monts-des-Géants, le Journal et les poèmes Mai, Echo de chansons populaires, Le Vent souffle, Sonnet, La Défleurie et le Prologue au Pèlerinage aux Monts-des-Géants.

### Poésie
- En allemand :
  - Versuche des Ignac Macha (Les essais de Ignaz Macha)
  - Hoffnung (L'espoir)
- En tchèque :
  - Svatý Ivan (Saint Ivan)
  - Na hřbitově (Au cimetière)
  - Hrobka králů a knížat českých (Le tombeau des rois et ducs de Bohême)

### Prose
- Krkonošská pouť (Le pèlerinage du Mont de géant.)
- Večer na Bezdězu (Le soir à Bezdez)
- Obrazy ze života mého (Scènes de ma vie)
- Kat (Bourreau)
- Klášter Sázavský (Monastère de Sasau) – inachevé
- Márinka – un récit lyrique de son amour (l'héroïne meurt jeune)

### Pièces de théâtre
- Bratři (Les frères)
- Král Fridrich (Roi Frédéric)
- Bratrovrah (Fratricide)
- Boleslav

### Les récits lyrico-épiques
- Mnich (Le moine)
- Návrat (Le retour)
- Cikáni (Tziganes) [1]
- Máj (Mai) – (1836) l'œuvre la plus connue de Mácha

## Un extrait duMai
| Il était tard dans la soirée - le premier du mois de mai - Soir de mai - c'était le temps de l'amour. Voix... appelés à l'amour, Où s'échappent pinède. Chuchotée de l'amour de la mousse; Arbre de floraison menti amour, Son amour de la rose rossignol chantait, Ruzin apparu soupir parfumé. Lac lisse dans les buissons de l'ombre Soudain douleur sombre secret, Le rivage est étreint et les roues; A soleils lumineux d'autres mondes Errant dans l'azur, Brûler des larmes d'amour. | Mai Byl pozdní večer – první máj – Večerní máj – byl lásky čas. Hrdliččin zval ku lásce hlas, Kde borový zaváněl háj. O lásce šeptal tichý mech; Kvetoucí strom lhal lásky žel, Svou lásku slavík růži pěl, Růžinu jevil vonný vzdech. Jezero hladké v křovích stinných Zvučelo temně tajný bol, Břeh je objímal kol a kol; A slunce jasná světů jiných Bloudila blankytnými pásky, Planoucí tam co slzy lásky. |